# 天槍二
天槍二（Iota Boötis，ι Boo，ι Boötis）是星座牧夫座中的聯星系統的成員，距離地球約96光年。它的傳統名稱是Asellus Secundus /əˈsɛləs sɪˈkʌndəs/（拉丁語為「第二匹驢或小馬」）和佛蘭斯蒂德命名法的名稱為「21 Boötis」。它的伴星為HD 234121，是K0 主序星。

## 成員

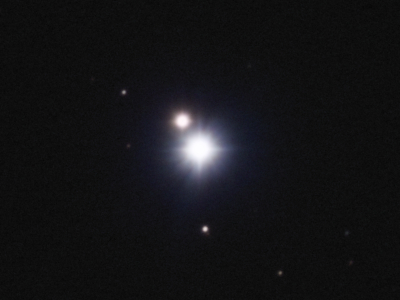
天槍二（牧夫座ι）及其附近的伴星HD 234121（在南邊也可以看到微弱的成員C）。

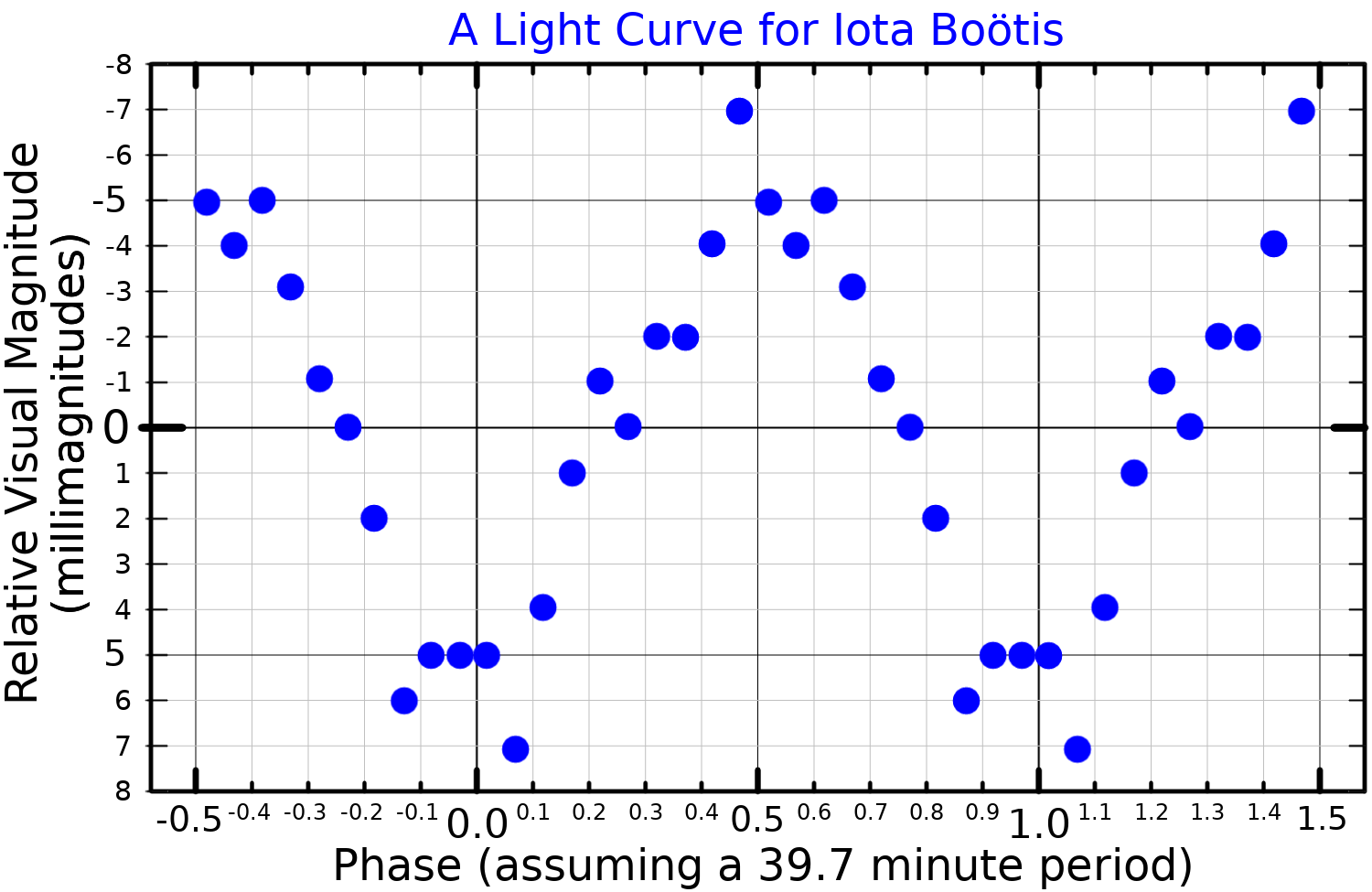
在 可見光的光變曲線，改編自Kiss（1995）。

天槍二（Iota Boötis）有一個角距離38.6"的伴星，用雙筒望遠鏡很容易將其分辨出來。
主星是顆白色的A型主序矮星，平均視星等為+4.75。它被歸類為盾牌座δ型變星，其亮度從+4.73到+4.78等不等，穩定的週期為38分鐘。
伴星，HD 234121，是一顆7.3等的主序星，屬於光譜類別K0V。它與天槍二隔開1,100 AU。HD 234121的質量為0.8 M☉，光度為0.4 L☉，溫度為 5,090 K，和半徑為0.8 R☉.。
華盛頓雙星目錄列出了第三顆伴星，距離90弧秒的一顆14等星，但它只是一個無關的背景恆星。

## 命名法
這顆恆星，連同另兩顆同為「Aselli 」的天槍一（牧夫座κ）和天槍三（牧夫座θ），與玄戈（牧夫座λ）Lambda Boötis|λ Boo]]，被稱為「鬣狗的巫師」（Aulād al Dhiʼbah，أولاد الضّباع - aulād al dhiʼb），意思為鬣狗科的「小土狼」。
在中國，天槍的意思是手持長矛護衛紫微垣的禁衛軍，是指由牧夫座θ、κ2和ι組成的星官。因此，牧夫座ι的中文名是天槍二（英語：天矛第二星）。

## 外部連結
- HR 5350 （页面存档备份，存于）
- CCDM J14162+5122 （页面存档备份，存于）
- Image Iota Boötis
- The Constellations and Named Stars